# Arnaldo Segarizzi
Arnaldo Lorenzo Maria Segarizzi (Avio, 10 agosto 1872 – Asolo, 9 settembre 1924) è stato un bibliotecario e storico italiano.

## Biografia
Diplomatosi al ginnasio di Rovereto nel 1891, iniziò gli studi universitari dapprima alla Facoltà di Lettere a Vienna per proseguire a Roma, a Genova e infine a Padova, dove conseguì la laurea in Lettere classiche nel 1897. Avvicinatosi alle idee irredentiste di Cesare Battisti, nel 1898 ottenne la cittadinanza italiana grazie alla quale iniziò a collaborare con la rivista, fondata sempre da Battisti, "Tridentum" incentrata sull'approfondimento delle questioni legate al Trentino. 
Con l'avvio del nuovo secolo, si spostò a Venezia in seguito al miglior piazzamento nel concorso per ricoprire il ruolo di sottobibliotecario reggente alla Biblioteca Marciana di Venezia. Durante questo periodo, partecipò alla spostamento fisico della Biblioteca dal Palazzo Ducale alla Zecca tra il 1904 e il 1905. In questo stesso anno, ricoprì il ruolo di direttore interinale per un anno della Biblioteca della Fondazione Querini Stampalia, compito che gli venne confermato e che svolgerà fino alla sua morte, avvenuta nel 1924.
In parallelo però, oltre a dover chiudere la biblioteca tra il 1917 e il 1918 a causa della guerra; nel 1919, con l'autorizzazione della Fondazione, ottenne il permesso di recarsi a Trento per assistere ai lavori strutturali e di catalogazione del Museo e della Biblioteca comunale. Negli anni successivi, ritornerà a Trento più volte per assistere in prima persona alla catalogazione e al riordino dei volumi e per fondare la "Società degli studi trentini", un organismo che pubblicherà la rivista "Studi trentini" nella quale Segarizzi terrà una rubrica sui musei, sugli archivi e sulle biblioteche. Il rapporto con Venezia, nel frattempo, continuò come dimostrano l'affiliazione all'Istituto veneto di scienze, lettere e arti e il ruolo assunto di vicedirettore dell'Ateneo Veneto (1915-1923).

## Opere

### Opere bibliografiche
- Catalogo dei codici marciani italiani, con Carlo Frati, 1909-1911
- Bibliografia delle stampe popolari italiane della R. Biblioteca di S. Marco di Venezia, 1913
- Elenco delle collezioni e delle pubblicazioni periodiche possedute dalla biblioteca Querini-Stampalia, 1916

### Opere storiche
- Della vita e delle opere di Michele Savonarola, 1900
- Antonio Baratella e i suoi corrispondenti, 1916